# Thomas Ian Nicholas
Thomas Ian Nicholas (ur. 10 lipca 1980 w Las Vegas w stanie Nevada) – amerykański aktor, piosenkarz, muzyk, producent, reżyser, scenarzysta, nominowany do Nagrody Młodych Artystów.

## Życiorys
Urodził się w Las Vegas w Nevadzie jako syn Marli Karen Nicholas, administratorki szkolnej oraz tancerki. Ma szóstkę rodzeństwa, m.in. starszego brata, Tima Scarne, który jest DJ-em.
Zaczął zajmować się aktorstwem w wieku sześciu lat. W 1993 wystąpił w głównej roli, jako Phil Brickman, w filmie Daniela Sterna Debiutant roku (Rookie of the Year). W połowie lat dziewięćdziesiątych był jednym z popularniejszych amerykańskich aktorów dziecięcych. W 1999 otrzymał rolę Kevina Myersa w komedii American Pie (American Pie), którą powtórzył również w sequelach filmu: American Pie 2 (2001) oraz American Pie: Wesele (American Wedding, 2003). Wystąpił jako Frank Sinatra Jr. w filmie stacji Showtime pt. Stealing Sinatra oraz jako Bill Woodlake w horrorze Halloween: Resurrection. Od czternastego roku życia gra na gitarze. 15 stycznia 2008 wydany został jego debiutancki, jedenastoutworowy album Without Warning.